# Barja (La Gudiña)
Barja (llamada oficialmente San Xoán de Barxa) es una parroquia y un lugar del municipio español de La Gudiña, en la provincia de Orense, Galicia.

## Toponimia
La parroquia también es conocida por el nombre de San Juan de Barja.

## Organización territorial
La parroquia está formada por dos entidades de población:
- Barxa
- O Seixo

## Demografía

### Parroquia
| Gráfica de evolución demográfica de Barja (parroquia) entre 2000 y 2022 |
|                                                                         |
| Datos según el nomenclátor publicado por el INE.                        |

### Lugar
| Gráfica de evolución demográfica de Barxa (lugar) entre 2000 y 2022 |
|                                                                     |
| Datos según el nomenclátor publicado por el INE.                    |